# Moby Grape '69
Moby Grape '69 är musikgruppen Moby Grapes tredje studioalbum. Albumet gavs ut i januari 1969 på skivbolaget Columbia Records och var det första albumet med Moby Grape efter att Skip Spence lämnade gruppen. Spence kan dock höras på albumets sista låt, "Seeing", som antagligen kommer från inspelningen av albumet Wow/Grape Jam.

## Låtlista
Sida 1
1. "Ooh Mama Ooh" (Jerry Miller, Don Stevenson) – 2:26
2. "Ain't That a Shame" (Miller, Stevenson, Peter Lewis) – 2:28
3. "I Am Not Willing" (Lewis) – 2:58
4. "It's a Beautiful Day Today" (Bob Mosley) – 3:06
5. "Hoochie" (Mosley) – 4:21

Sida 2
1. "Trucking Man" (Mosley) – 2:00
2. "If You Can't Learn from My Mistakes" (Lewis) – 2:33
3. "Captain Nemo" (Miller, Stevenson) – 1:43
4. "What's to Choose" (Lewis) – 1:57
5. "Going Nowhere" (Miller, Stevenson) – 2:01
6. "Seeing" (Skip Spence) – 3:44

Bonusspår på CD-utgåvan från 2007
1. "Soul Stew" (Mosley) – 2:16
2. "If You Can't Learn from My Mistakes" (demo) (Lewis) – 1:23
3. "You Can Do Anything" (demo) (Spence) – 3:35
4. "It's a Beautiful Day Today" (demo) (Mosley) – 4:12
5. "What's to Choose" (demo) (Peter Lewis) – 3:19
6. "Big" (demo) (Miller, Stevenson) – 2:19
7. "Hoochie" (demo) (Mosley) – 3:18

## Medverkande
Musiker
- Peter Lewis – rytmgitarr, sång
- Jerry Miller – sologitarr, sång
- Bob Mosley – basgitarr, sång
- Don Stevenson – trummor, sång
- Skip Spence – sång (på "Seeing")

Produktion
- David Rubinson – producent
- David Diller – ljudtekniker
- Glen Kolotkin – ljudtekniker
- Roy Halee – ljudtekniker
- Bobby Klein – foto